# Wereldkampioenschap schaatsen allround 1912
Het Wereldkampioenschap schaatsen allround 1912 werd op 17 en 18 februari in het Gamle Frogner Stadion te Kristiania (nu: Oslo) gehouden.
Titelhouder was de afwezige Nikolaj Stroennikov, die in het Øen Stadion in Trondheim wereldkampioen was geworden. Oscar Mathisen won zijn derde titel. Hiermee evenaarde hij de prestatie van Jaap Eden

## Eindklassement
| Rang   | Schaatser          | Land               | Punten | 500m      | 5000m        | 1500m       | 10.000m     |
| ------ | ------------------ | ------------------ | ------ | --------- | ------------ | ----------- | ----------- |
| Goud   | Oscar Mathisen     | Noorwegen          | 4      | 44,2 (1)  | 8.45,2 (1)   | 2.20,8 (1)  | 17.46,3 (1) |
| Zilver | Gunnar Strömstén   | Finland            | 10.5   | 47,0 (5)  | 8.53,3 (3)   | 2.26,1 (2)  | 18.13,3 (2) |
| Brons  | Trygve Lundgreen   | Noorwegen          | 12.5   | 47,0 (5)  | 8.52,5 (2)   | 2.27,3 (4)  | 18.15,3 (3) |
| 4      | Martin Sæterhaug   | Noorwegen          | 19     | 46,6 (3)  | 9.11,9 (7)   | 2.26,3 (3)  | 18.57,9 (7) |
| 5      | Ernst Cederlöf     | Zweden             | 20     | 47,2 (7)  | 9.06,6 (4)   | 2.28,2 (5)  | 18.18,2 (6) |
| 6      | Stener Johannessen | Noorwegen          | 22     | 48,1 (10) | 9.07,1 (5)   | 2.28,3 (6)  | 18.16,8 (5) |
| 7      | Vasili Ippolitov   | Keizerrijk Rusland | 24.5   | 48,2 (11) | 9.07,9 (6)   | 2.28,9 (7)  | 18.16,7 (4) |
| 8      | Einar Berntzen     | Noorwegen          | 31.5   | 48,2 (11) | 9.27,7 (9)   | 2.32,4 (8)  | 19.16,4 (8) |
| 9      | Olaf Hansen        | Noorwegen          | 36     | 51,0 (14) | 9.47,7 (11)  | 2.39,8 (13) | 19.57,2 (9) |
| NF4    | Magnus Herseth     | Noorwegen          | -      | 47,7 (9)  | 10.05,6 (14) | 2.35,8 (11) | NF          |
| NF4    | Thoralf Thoresen   | Noorwegen          | -      | 47,5 (8)  | 9.47,6 (10)  | 2.35,2 (10) | NF          |
| NS4    | Bjarne Frang       | Noorwegen          | -      | 46,7 (4)  | 9.57,6 (13)  | 2.33,8 (9)  | NS          |
| NS4    | Reidar Gundersen   | Noorwegen          | -      | 48,6 (13) | 9.53,0 (12)  | 2.38,0 (12) | NS          |
| NS3    | Henning Olsen      | Noorwegen          | -      | 46,2 (2)  | 9.14,5 (8)   | NS          |             |
| NS2    | Aksel Mathiesen    | Noorwegen          | -      | NF        | NS           |             |             |

* = met val
NC = niet gekwalificeerd
NF = niet gefinisht
NS = niet gestart
DQ = gediskwalificeerd